# Dimitrios Nianias
Dimitrios Nianias, gr. Δημήτριος Νιάνιας (ur. 29 sierpnia 1921 w Mitylenie, zm. 19 października 2015 w Atenach) – grecki polityk i nauczyciel akademicki, profesor, minister kultury (1978–1980), parlamentarzysta krajowy, poseł do Parlamentu Europejskiego III kadencji.

## Życiorys
Studiował literaturoznawstwo Uniwersytecie Narodowym im. Kapodistriasa w Atenach i filozofię na Uniwersytecie Oksfordzkim. Był nauczycielem akademickim, m.in. od 1965 profesorem na Politechnice Narodowej. W 1963 został sekretarzem generalnym ministerstwa edukacji, a później wiceministrem w urzędzie premiera. Z polityki odszedł w okresie reżimu junty czarnych pułkowników.
Po przemianach politycznych związał się z Nową Demokracją. W 1974 został wybrany do Parlamentu Hellenów, reelekcję uzyskiwał w wyborach w 1977, 1981 i 1985. W latach 1978–1980 sprawował urząd ministra kultury i nauki. W 1989 uzyskał mandat eurodeputowanego III kadencji z ramienia ugrupowania DIANA Konstandinosa Stefanopulosa, wykonywał go do 1994.